# سالپان
سالپان (نام علمی: Thaliacea) نام یک رده از زیرشاخه آب‌دزدک دریایی است.